# مستحرة مكورة سيبيرية
مستحرة مكورة سيبيرية (الاسم العلمي:Thermococcus sibiricus) هي نوع من العتائق تتبع جنس المستحرة المكورة من فصيلة المستحرات المكورة.